# Аманкельди
Аманкельди́ (каз. Аманкелді) — село у складі Уїльського району Актюбінської області Казахстану. Входить до складу Коптогайського сільського округу.
Населення — 613 осіб (2021; 596 у 2009, 630 у 1999, 631 у 1989).